# Kvarkonij
Kvarkonij imenujemo vezano stanje kvarka in njegovega antidelca antikvarka. To je stanje mezona, ki nima okusa. Vsako povezavo delca in njegovega antidelca imenujemo eksotični atom. 
Primeri kvarkonija so: 
- J/Ψ, ki ga prištevamo ga med čarmonije in je sestavljen iz kvarka c in njegovega antikvarka (oznaka cc)
- mezon Υ, ki ga prištevamo med botomonije in je sestavljen iz kvarka b in njegovega antidelca (oznaka bb)

Zaradi velike mase kvarka t ne obstoja toponij, ki bi bil sestavljen iz kvarka t in njegovega antidelca (oznaka tt), ker z elektrošibko interakcijo razpade, še preden se vzpostavi vezano stanje.